# Pedro Antonio Monlleó
Pedro Antonio Monlleó (Barcelona, 1720-Barcelona, 14 de julio de 1792) fue un compositor y maestro de capilla español.

## Biografía
Aunque no se sabe mucho sobre su vida, existen algunos acontecimientos destacados, como la obtención de la plaza de maestro de capilla de la Basílica de Santa María del Mar. En 1759 se presentó a las oposiciones para el magisterio de la Basílica de Santa María del Mar, vacante por el fallecimiento del maestro Pablo Montserrat. Compitió con Pablo Güell, Juan Montserrat (maestro de Torredembarra), Pablo Reynalt (de la Colegiata de Guissona) y Juan Bautista Bruguera. Pedro Antonio Monlleó ganó las oposiciones y tomó posesión del cargo el 1 de julio de ese año.
Además de dirigir el canto llano del coro de la comunidad de presbíteros, al convertirse en maestro de capilla tenía que cuidar la formación, el cuidado y la atención de los cuatro infantes del coro de la capilla de música. En 1763, los músicos de Santa María del Mar, bajo su dirección, acudieron a la celebración de la inauguración de las obras de ampliación del templo parroquial de Olot. La zona de La Garrocha se destacaba por la alta actividad musical, vinculada a las instituciones eclesiásticas, que, si bien eran músicos locales o de sus alrededores los que habitualmente participaban en estas celebraciones, en algunas ocasiones especiales contaban con la presencia de artistas y fundaciones más relevantes, como en este caso.
El 19 de noviembre de 1774 se le concedió la capellanía undécima de Nuestra Señora, tras el fallecimiento del ocupante Antonio Soler y Folch, lo que convirtió a Monlleó en el primer maestro de capilla en Santa María del Mar en obtener dicha capellanía.
Monlleó falleció el 14 de julio de 1792 en Barcelona. Fue sucedido por José Cau.

## Obra
Su obra es diversa, ya que compuso varios oratorios y dramas sacros, que se encuentran en numerosos fondos musicales de todo el territorio catalán. Esto apoya el hecho de que su música era muy conocida, mostrando interés y atractivo en ciudades como Cervera, Olot, Manresa, Villafranca del Panadés, Seo de Urgel, Igualada o Villanueva y Geltrú. Entre todas sus composiciones, cabe destacar la misa a cuatro voces O admirable comercium, que incluye una parte instrumental para una pequeña orquesta de cámara, formada por violines, oboes, clarinetes y acompañamiento.
Pueden consultarse sus composiciones, localizadas en el Archivo Diocesano de Gerona (GiC), el Archivo Comarcal de Noya (SMI), el Archivo Histórico Archidiocesano de Tarragona y en el Archivo Comarcal de La Garrocha, gracias a la búsqueda Obres de Pere Antoni Monlleó als fons musicals de Catalunya en la página web del IFMuC.
También se conservan obras suyas en la Catedral de Albarracín y en la de Segorbe.